# Пилконоса акула довгоноса
Пилконоса акула довгоноса (Pristiophorus cirratus) — акула з роду П'ятизяброва пилконоса акула родини Пилконосі акули. Інша назва «південний пилконіс».

## Опис
Загальна довжина досягає 1,37 м. Рило довге (1/3 тіла), характерною для пилконосів форми, з 19-21 бічними зубами. Воно більше, ніж у інших пилконосих акул. Вусики середньої довжини розташовані ближчі до нижньої частини морди. Тулуб кремезний. Має 2 великих спинних плавця. Анальний плавець відсутній. Тіло на верхній стороні сіро-коричневе з темними плямами і смугами. Черево білувате.

## Спосіб життя
Зустрічається зграями в прибережній зоні на глибинах від 40 до 300 м. Для виявлення здобич в піщаному ґрунті використовує дотикові вусики, іноді розорює ґрунт «пилкою». Живиться дрібною донною рибою та безхребетними, іноді кальмарами.
Статева зрілість настає при розмірі у 97 см. Це яйцеживородна акула. Самиця народжує від 3 до 22 завдовжки 30-35 см. Народження відбувається взимку.
Важливий об'єкт рибальського промислу. М'ясо має високі смакові якості.
Тривалість життя сягає 15 років.

## Розповсюдження
Мешкає біля південного узбережжя Австралії.